# 11184 Postma
11184 Postma è un asteroide della fascia principale. Scoperto nel 1998, presenta un'orbita caratterizzata da un semiasse maggiore pari a 3,0251089 UA e da un'eccentricità di 0,1635853, inclinata di 12,70353° rispetto all'eclittica.